# Districtul Ksar Sbahi
Ksar Sbahi este un district din provincia Oum El Bouaghi, Algeria.